# Helen Clitheroe
Helen Clitheroe (Helen Teresa Clitheroe; geb. Pattinson; * 2. Januar 1974 in Preston) ist eine britische Mittelstrecken-, Langstrecken- und Hindernisläuferin.

## Karriere
Zunächst spezialisierte sie sich auf die 1500-Meter-Distanz und den Crosslauf. Von 1998 bis 2005 qualifizierte sie sich achtmal in Folge für den Kurzstreckenwettbewerb der Crosslauf-Weltmeisterschaften, mit einem 19. Rang 2004 in Brüssel als bester Platzierung. Bei den Crosslauf-Europameisterschaften kam sie 2004 in Heringsdorf auf den 27. Platz, 2007 in Toro auf den 22. Platz sowie 2010 in Albufeira auf den 21. Platz und gewann jeweils mit der britischen Mannschaft Silber.
Über 1500 Meter wurde sie, für England startend, 1998 Neunte bei den Commonwealth Games in Kuala Lumpur. Bei den Weltmeisterschaften 1999 in Sevilla schied sie im Vorlauf aus, bei den Olympischen Spielen 2000 in Sydney und bei den Weltmeisterschaften 2001 in Edmonton erreichte sie das Halbfinale. 2002 gewann sie Bronze bei den Commonwealth Games in Manchester, schied aber bei den Europameisterschaften in München in der Vorrunde aus. 2005 wurde sie Vierte bei den Halleneuropameisterschaften in Madrid und Zehnte bei den Weltmeisterschaften in Helsinki, 2006 Vierte bei den Commonwealth Games in Melbourne und Elfte bei den Europameisterschaften in Göteborg und 2007 erneut Vierte bei den Halleneuropameisterschaften in Birmingham.
Von 2007 an ging sie zu längeren Strecken und dem Hindernislauf über. Über 3000 Meter Hindernis schied sie bei den Weltmeisterschaften 2007 in Ōsaka, bei den Olympischen Spielen 2008 in Peking und bei den Weltmeisterschaften 2009 in Berlin im Vorlauf aus. 2010 wurde sie bei den Hallenweltmeisterschaften in Doha Siebte und bei den Commonwealth Games in Neu-Delhi Achte über 1500 Meter, 2011 gewann sie bei den Halleneuropameisterschaften in Paris Gold über 3000 Meter und wurde Zwölfte über 5000 Meter bei den Weltmeisterschaften in Daegu. Bei den Hallenweltmeisterschaften 2012 in Istanbul wurde sie über 3000 Meter Siebte.
Ihre ersten Erfolge im Straßenlauf hatte sie beim Ribble Valley 10K, das sie von 2004 bis 2009 sechsmal in Folge gewann. 2007 wurde sie Zweite beim Great Ireland Run. 2008 siegte sie beim Leeds Abbey Dash und 2009 beim Luzerner Stadtlauf. 2011 gewann sie den Great Manchester Run und wurde Fünfte beim Great South Run.
2001, 2005 und 2006 wurde sie britische Meisterin über 1500 Meter und von 2007 bis 2009 im 3000-Meter-Hindernislauf. In der Halle holte sie 2008 und 2011 den nationalen Titel über 3000 und 2010 über 1500 Meter. 1999, 2001 und 2002 wurde sie britische Meisterin im Crosslauf auf der Kurzstrecke.
Helen Clitheroe wird von John Nuttall trainiert und startet für die Preston Harriers. Im Dezember 2002 heiratete sie den Lehrer Neil Clitheroe.

## Persönliche Bestzeiten
- 800 m: 2:03,20 min, 3. September 2002, Stretford
- 1500 m: 4:01,10 min, 19. Juli 2002, Monaco
  - Halle: 4:05,81 min, 20. Februar 2007, Stockholm
- 1 Meile (Halle): 4:29,46 min, 20. Februar 2010, Birmingham
- 3000 m: 8:51,82 min, 29. August 2010,	Rieti
  - Halle: 8:39,81 min, 19. Februar 2011, Birmingham
- 5000 m: 15:06,75 min, 6. August 2011,	London
- 10.000 m: 32:11,29 min,	4. Juni 2011, Oslo
- 10-km-Straßenlauf: 31:45 min,	15. Mai 2011, Manchester
- 3000 m Hindernis: 9:29,14 min, 15. August 2008, Peking (britischer Rekord)